# Ekkehard Ier de Scheyern
Ekkehard Ier de Scheyern (1052 † 1101) était un noble allemand, fondateur du monastère de Fischbachau, bailli de Freising et de Weihenstephan.

## Biographie
Il est le fils de Othon Ier de Scheyern, un membre de la dynastie des Wittelsbach.
Ekkehard Ier de Scheyern était fils d'Othon Ier de Scheyern et de Haziga von Diessen, et frère d'Othon II de Scheyern.
En 1064, il se rend en pèlerinage en Terre Sainte, ce qui est assez courant à l'époque, se joignant à des personnalités importantes, dont l'archevêque Siegfried de Mayence, les évêques Günther de Bamberg, Otto de Riedenburg et Guillaume Ier d'Utrecht. En chemin, les pèlerins font l'objet de nombreuses attaques et n'atteignent Jérusalem que grâce à Ekkehard. On raconte qu'il rassemblait les pèlerins dispersés en mettant ses grandes bottes à lanières rouges sur sa lance et en les utilisant comme bannières, ce qui lui vaut son surnom d'Ekkehard « aux chaussure à lacets » (Bundschuh). Il est l'un des rares pèlerins à faire retour en Allemagne. Revenu sur ses terres, il aurait fondé le village de Ried, dont les armoiries représentent justement ses célèbres Bundschuh.
Après la mort de son père, vers 1074, Ekkehard Ier devient bailli de Freising et de Weihenstephan.
Lors de l'appel à la première croisade, en 1096, Ekkehard Ier et son frère Othon II se portent volontaires et partent vers 1101 pour la Palestine, d'où il ne reviendra pas, contrairement à Othon.  
Ekkehard Ier de Scheyern est l'ascendant direct des rois de Bavière et des ducs en Bavière.

## Mariage et descendance
Ekkehard aurait épousé Richardis, fille d'Ulrich Ier, margrave de Carniole et de Sophie de Hongrie (lui ou son frère, Othon II, est l'époux de Richardis, la mère est donc certaine, sans qu'il soit possible en revanche d'attribuer avec certitude la paternité d'Othon IV à l'un ou l'autre des frères). Ils auront trois fils :
- Othon IV, comte de Scheyern, comte palatin de Bavière à partir de 1120 († 22 août 1123) ;
- Odalrich Ier, comte de Scheyern (bailli de Freising à partir de 1130) ;
- Ekkehard II († vers 1135), bailli d'Ebersberg à partir de 1116, il entre au monastère bénédictin de Scheyern peu avant sa mort.